# Sava/Saison 2010
Dieser Artikel listet Erfolge und Mannschaft des Radsportteams Sava in der Saison 2010 auf.

## Erfolge in der UCI Europe Tour
In den Rennen der Saison 2010 der UCI Europe Tour gelangen die nachstehenden Erfolge.
| Datum     | Rennen                                          | Kat. | Fahrer       |
| --------- | ----------------------------------------------- | ---- | ------------ |
| 19. März  | 1. Etappe Istrian Spring Trophy                 | 2.2  | Blaž Furdi   |
| 23. April | Banja Luka-Belgrade I                           | 1.2  | Jure Zrimšek |
| 27. Juni  | Slowenische Meisterschaft – Straßenrennen (U23) | NC   | Blaž Furdi   |

## Zugänge – Abgänge
| Zugänge          | Team 2009   | Abgänge           | Team 2010          |
| ---------------- | ----------- | ----------------- | ------------------ |
| Benjamin Cujnik  | Adria Mobil | Blaž Bonča        | Obrazi Delo Revije |
| Jure Zrimšek     | Adria Mobil | Dejan Bajt        | Unbekannt          |
| Mark Džamastagič | Neoprofi    | Werner Faltheiner | Unbekannt          |
| Domen Kalan      | Neoprofi    | Nejc Rakus        | Unbekannt          |

## Mannschaft
| Name             | Geburtstag         | Nationalität |
| ---------------- | ------------------ | ------------ |
| Nik Burjek       | 18. September 1987 | Slowenien    |
| Benjamin Cujnik  | 24. April 1988     | Slowenien    |
| Mark Džamastagič | 1. Februar 1991    | Slowenien    |
| Blaž Furdi       | 27. Mai 1988       | Slowenien    |
| Domen Kalan      | 12. Juli 1991      | Slowenien    |
| Vladimir Kerkez  | 1. März 1984       | Slowenien    |
| Uroš Silar       | 17. Juli 1978      | Slowenien    |
| Matej Stare      | 20. Februar 1978   | Slowenien    |
| Gašper Švab      | 18. Juli 1986      | Slowenien    |
| Jure Zrimšek     | 20. Januar 1982    | Slowenien    |